# Morongo Valles
Le Morongo Valles sono una struttura geologica della superficie di Venere.